# Ben Rutledge
Benjamin Jon "Ben" Rutledge (født 9. november 1980 i Cranbrook) er en canadisk tidligere roer, olympisk guldvinder og tredobbelt verdensmester.
Rutledge deltog første gang ved OL i 2004 i Athen, hvor han var med i den canadiske otter, der mødte op som en af favoritterne, idet de var verdensmestre fra 2002 og 2003. Canadierne blev ved OL nummer to i det indledende heat, besejret af USA, hvor begge både var under den gældende verdensrekord. Canadierne vandt derpå opsamlingsheatet, hvorpå de var kvalificeret til A-finalen. Her havde de svært ved at følge med og endte som nummer fem, næsten ti sekunder efter de amerikanske vindere.
Canadierne vandt VM igen i 2007 og var derfor igen blandt favoritterne ved OL 2008 i Beijing. Den canadiske otter vandt da også sit indledende heat, og i finalen førte canadierne hele vejen, så de sluttede med et forspring til Storbritannien på over et sekund med USA på tredjepladsen. Udover Rutledge bestod bådens besætning af Kevin Light, Andrew Byrnes, Jake Wetzel, Malcolm Howard, Dominic Seiterle, Adam Kreek, Kyle Hamilton og styrmand Brian Price – fem af bådens besætning var gengangere fra OL 2004. Canadierne blev dermed de første forsvarende verdensmestre, der vandt OL-guld, siden DDR gjorde det i 1979-1980.
Udover VM og OL vandt den canadiske otter med Rutledge fem World Cup-løb i perioden 2003–2008. Rutledge indstillede sin aktive karriere efter OL 2008.

## OL-medaljer
- 2008:  Guld i otter